# 奧谷楓
奧谷楓（1993年9月14日—）是日本的女性聲優，滋賀縣出身。血型A型。青二製作（新人）所屬。

## 人物
滋賀縣立野洲高等學校、大阪藝術大學短期大學部媒體、藝術學科聲優課程畢業。
2014年在奧斯卡傳播×青二製作舉辦的聲優甄選企畫「全日本美聲女比賽」中進入總決賽。
2014年4月與第1回全日本美聲女比賽中進入總決賽的其他七人（辻美優、花房枝、高橋美衣、吉村那奈美、入江麻衣子、金魚和嘉菜、奧谷楓、大槻瞳）一起組成團體Honeyce'Girls，並進行為期三個月的活動。
2016年在週刊Fami通創刊30周年的活動中被選拔為第四代遊戲天使。
名字「楓」的由來是因為出生時手掌很像楓葉的緣故。

## 演出作品
※粗體字為主要角色。

### 電視動畫
2015年
- 影鱷-KAGEWANI-（千秋[8]）

2016年
- Dimension W －第四次元－（四阿屋雅[9]）
- 半田君傳說（宮前唯）
- 齊木楠雄的災難（女性B、女學生B）
- 夏目友人帳 伍（給傘的女高中生、女高中生）
- 輕拍翻轉小魔女（女學生）

2017年
- 亞人醬有話要說（女學生）
- Classicaloid（女子學生）
- 雛子的筆記（女性客）
- 不起眼女主角培育法♭（女學生）
- 妖怪公寓的優雅日常（田代）
- 戀愛與謊言（吉野）
- 蠟筆小新（女性A）

2018年
- 漫畫女孩（女子）

2025年
- 天久鷹央的推理病歷表（患者）

### OVA
2016年
- Under the Dog（女學生）

### 網路動畫
- 怪物彈珠（店員）

### 遊戲
2014年
- Dragon Collection 5 進擊的綠辣椒團（安朵美達、普蘭）

2015年
- 動物朋友（黑豹[10]、美洲紅䴉、王鷲）
- 白貓Project（悠蒂娜[11]）

2016年
- 桃色大戰·生（桐生克蕾雅[12]）

2017年
- 青空Under Girls！（棗楓李[13]）

### RADIO
- SAPPHIRYS（RADI友，主持人）
- 大家的作文（日本放送，朗讀擔當）

### 網路節目
- 【青二製作】（SHOWROOM，主持人）[14]
- 【青二製作】新人聲優 奧谷楓的秘密基地。（SHOWROOM，主持人）[15]
- 【青二製作】新人聲優 奧谷楓的曬太陽（SHOWROOM，主持人）[16]
- 第四代Fami通遊戲天使的遊戲活（暫）（NICONICO直播）

## 外部連結
- 事務所官方簡歷 （页面存档备份，存于）（日語）
- 奧谷楓的X（前Twitter）（日語）